# ダムロン県
ダムロン県（ダムロンけん、ベトナム語：Huyện Đam Rông / 縣丹容?）は、ベトナム社会主義共和国ラムドン省の県。面積は873.7km²、人口は45,300人（2018年）である。

## 行政区画
8社から構成される。